# Itamar Assumpção
Itamar Assumpção (* 13. September 1949 in Tietê, Bundesstaat São Paulo; † 12. Juni 2003 in São Paulo; eigentlich Francisco José Itamar de Assumpção) war ein brasilianischer Sänger, Komponist, Arrangeur und Schauspieler.

## Leben
Itamar Assumpção, Urenkel angolanischer Sklaven, sammelte zunächst als Theaterschauspieler Bühnenerfahrung, bevor er sich aufgrund einer Begegnung mit dem Komponisten Arrigo Barnabé der Musik zuwandte. Itamar Assumpção gehörte zu den wichtigsten Figuren der Vanguarda Paulistana, der künstlerischen Avantgarde São Paulos. In seinen Shows mischte er Musik, Poesie, Videokunst, Tanz und Theater. Musikalisch bewegte er sich zwischen den verschiedensten Stilen wie Samba, Reggae, Funk, Rock, Pop und Avantgarde hin und her. Itamar Assumpção machte regelmäßig Auftritte in Europa, hauptsächlich in Deutschland, wo er das erste Mal 1987 im Rahmenprogramm der documenta 8 in Kassel auftrat.
Sein Ansehen bei den jüngeren musikalischen Künstlern Brasilien zeigt sich in seinem deutlichen Einfluss auf die Arbeiten von Chico César, Zeca Baleiro, Vange Milliet oder Virgínia Rosa.
Seine beiden Töchter Anelis und Serena sowie seine Schwester Denise Assumpção wirken ebenfalls als Sängerinnen.

## Diskographie
- Beleléu, Leléu, Eu - Itamar Assumpção e Banda Isca de Polícia, 1980, LP/CD
- Ás Próprias Custas S.A., 1983, LP/CD
- Sampa Midnight - Isso não vai ficar assim, 1986, LP/CD
- Intercontinental! Quem diria! Era só o que faltava!!!, 1988, LP/CD
- Bicho de Sete Cabeças - Itamar Assumpção e as Orquídeas do Brasil, 1993, CD
- Bicho de Sete Cabeças, Vol. 2 - Itamar Assumpção e as Orquídeas do Brasil, 1994, CD
- Ataulfo Alves por Itamar Assumpção - Pra Sempre Agora, 1996, CD
- Pretobrás - Por que não pensei nisso antes ..., 1998, CD
- Isso vai dar repercussão - Naná Vasconcelos e Itamar Assumpção, 2004